# Isan (gruppo musicale)
Gli Isan (talvolta accreditati anche come ISAN oppure I.S.A.N.) sono un duo musicale inglese di musica elettronica, formato da Robin Saville e Antony Ryan.
La loro carriera ha inizio nel 1996.
Il loro nome è l'acronimo di Integrated Service Analogue Network, ossia "Servizio integrato di rete analogica".

## Formazione
- Antony Ryan - sintetizzatore e tastiere
- Robin Saville - sintetizzatore

## Discografia

### Album[2]
- 1998 - Beautronics (Tugboat Records)
- 1999 - Salamander (Morr Music)
- 2001 - Lucky Cat (Morr Music)
- 2004 - Meet Next Life (Morr Music)
- 2006 - Plans Drawn in Pencil (Morr Music)
- 2010 - Glow in the Dark Safari Set (Morr Music)
- 2016 - Glass Bird Movement (Morr Music)

### Compilation e remix
- 2002 - Clockwork Menagerie (Morr Music)
- 2007 - Radiation sound / Underwater (Club AC30) remix

### EP e singoli
- 1999 - Digitalis (Liquefaction Empire); EP
- 1999 - Parochi / A Gentle Man (Static caravan)
- 2001 - Salle d'Isan (Morr Music); EP
- 2001 - Exquisite Honeyed Tart (Static caravan)

## Curiosità
- Il regista Paolo Sorrentino ha utilizzato due composizioni del gruppo in due suoi film: "Remegio" (dall'album Clockwork menagerie) nel film "Le conseguenze dell'amore" e "Cathart" nel film "L'Amico di famiglia".